# Communauté de communes de l’Oisans
Die Communauté de communes de l’Oisans ist ein französischer Gemeindeverband mit Rechtsform einer Communauté de communes im Département Isère, dessen Verwaltungssitz sich in dem Ort Le Bourg-d’Oisans befindet. Er liegt südöstlich von Grenoble und umfasst die Landschaft Oisans. Das Oisans besteht im Wesentlichen aus dem Tal der Romanche und den angrenzenden Gebirsmassiven Belledonne und Écrins, in denen auch ein Teil der Mitgliedsgemeinden liegen. Der Gemeindeverband entspricht im Zuschnitt dem ehemaligen Wahlkreis Le Bourg-d’Oisans mit aus 19 Gemeinden auf einer Fläche von 546,1 km². Präsident des Gemeindeverbandes ist Christian Pichoud.

## Geschichte
Der aktuelle Gemeindeverband mit Gründungsdatum 24. Dezember 2001 entstand als Erweiterung der bereits acht Jahre zuvor gegründeten Communauté de communes des Deux Alpes bestehend aus den beiden Gemeinden Mont-de-Lans und Vénosc, auf deren Gebiet sich der Wintersportort Les Deux Alpes befindet. L’Alpe d’Huez ist ein zweites großes Skigebiet im Bereich des aktuellen Gemeindeverbandes. Der Bildung einer umfassenden Communauté de communes im Oisans standen daher lange Zeit die extremen finanziellen Unterschiede in den einzelnen Gemeinden entgegen. So überrunden Gemeinden mit nur einem Zehntel der Einwohnerzahl von Bourg-d’Oisans dessen Gemeindehaushalt leicht um das Dreifache allein aufgrund der Einkünfte aus dem Wintersport, gleichzeitig ist der Infrastrukturbedarf durch den Wintertourismus sehr hoch. Dieses Problem wurde gelöst durch den Verzicht auf die übliche, nach Einwohnerzahl gewichtete Sitzverteilung im Rat des Gemeindeverbandes, stattdessen erhielten alle Gemeinden dieselbe Sitzanzahl.

## Aufgaben
Zu den vorgeschriebenen Kompetenzen gehören die Entwicklung und Förderung wirtschaftlicher Aktivitäten und des Tourismus sowie die Raumplanung auf Basis eines Schéma de Cohérence Territoriale. Der Gemeindeverband betreibt die Straßenmeisterei und die Müllabfuhr und -entsorgung. Er bestimmt die Wohnungsbaupolitik und baut und unterhält Kultur- und Sporteinrichtungen und fördert Veranstaltungen in diesen Bereichen. Zusätzlich trägt der Verband den Unterhalt von Schlachthöfen und Großmärkten sowie einer der Grundschulen auf dem Gebiet.

## Mitgliedsgemeinden
Folgende Gemeinden gehören der Communauté de communes de l’Oisans an:
| Gemeinde                           | Einwohner 1. Januar 2022 | Fläche km² | Dichte Einw./km² | Code INSEE | Postleitzahl |
| ---------------------------------- | ------------------------ | ---------- | ---------------- | ---------- | ------------ |
| Allemond                           | 955                      | 44,75      | 21               | 38005      | 38114        |
| Auris                              | 187                      | 11,21      | 17               | 38020      | 38142        |
| Besse                              | 153                      | 25,46      | 6                | 38040      | 38142        |
| Clavans-en-Haut-Oisans             | 81                       | 15,58      | 5                | 38112      | 38142        |
| Huez                               | 1.264                    | 14,16      | 89               | 38191      | 38750        |
| La Garde                           | 97                       | 9,09       | 11               | 38177      | 38520        |
| Le Bourg-d’Oisans                  | 2.840                    | 35,75      | 79               | 38052      | 38520        |
| Le Freney-d’Oisans                 | 255                      | 14,54      | 18               | 38173      | 38142        |
| Les Deux Alpes                     | 1.920                    | 56,72      | 34               | 38253      | 38860        |
| Livet-et-Gavet                     | 1.258                    | 46,54      | 27               | 38212      | 38220        |
| Mizoën                             | 192                      | 14,60      | 13               | 38237      | 38142        |
| Ornon                              | 151                      | 11,60      | 13               | 38285      | 38520        |
| Oulles                             | 16                       | 11,01      | 1                | 38286      | 38520        |
| Oz                                 | 214                      | 16,81      | 13               | 38289      | 38114        |
| Saint-Christophe-en-Oisans         | 98                       | 123,47     | 1                | 38375      | 38520        |
| Vaujany                            | 352                      | 64,54      | 5                | 38527      | 38114        |
| Villard-Notre-Dame                 | 26                       | 14,06      | 2                | 38549      | 38520        |
| Villard-Reculas                    | 70                       | 4,99       | 14               | 38550      | 38114        |
| Villard-Reymond                    | 43                       | 11,21      | 4                | 38551      | 38520        |
| Communauté de communes de l’Oisans | 10.172                   | 546,09     | 19               | –          | –            |